# Liste des dirigeants actuels des gouvernorats palestiniens
 (novembre 2018).
Cette page dresse la liste des dirigeants des 16 gouvernorats de la Palestine.

## Gouverneurs
| Gouvernorat          | Nom            | Depuis (le)  |
| -------------------- | -------------- | ------------ |
| Bethléem             | ...            | ...          |
| Deir Al-Balah        | ...            | ...          |
| Gaza                 | ...            | ...          |
| Gaza-Nord            | ...            | ...          |
| Hébron               | ...            | ...          |
| Jénine               | ...            | ...          |
| Jéricho              | ...            | ...          |
| Jérusalem            | ...            | ...          |
| Khan Younès          | ...            | ...          |
| Naplouse             | ...            | ...          |
| Qalqilya             | Rafi Rawajba   | Janvier 2014 |
| Rafah                | ...            | ...          |
| Ramallah et Al-Bireh | ...            | ...          |
| Salfit               | ...            | ...          |
| Tubas                | ...            | ...          |
| Tulkarem             | Abdullah Kamil | Janvier 2014 |